# Die dreibeinigen Herrscher
Die dreibeinigen Herrscher (englischer Originaltitel: The Tripods) ist die Fernsehadaption der Science-Fiction-Buchreihe Die dreibeinigen Monster, die von John Christopher, Pseudonym des britischen Autors Christopher Samuel Youd, in den späten 1960er-Jahren geschrieben wurde. In den Jahren 1984 und 1985 wurde sie nach Drehbüchern von Alick Rowe von den Regisseuren Graham Theakston und Christopher Barry für die britische Fernsehanstalt BBC verfilmt.

## Handlung
Die Geschichte über die dreibeinigen Herrscher spielt in einer postapokalyptischen Welt im Jahre 2089, in der die meisten Menschen ausgelöscht und die größten Städte nur noch verwüstete Ruinen sind. Die auf vorindustriellem Niveau lebenden Menschen werden von einer außerirdischen Zivilisation beherrscht, die sie nur als die Dreibeiner bezeichnen, von denen meist jedoch nur die gigantischen, dreibeinigen Maschinen zu sehen sind, mit denen diese den ganzen Planeten kontrollieren. Diese Maschinen erinnern in frappierender Weise an jene, die bereits H. G. Wells in seiner Erzählung Krieg der Welten beschreibt. Die wenigen überlebenden Menschen, die auf der Erde leben, erhalten von jenen Herrschern im Alter von 17 Jahren (im Buch bereits mit 14 Jahren) eine metallische Kappe in die Kopfhaut implantiert, die ihnen jegliche Inspiration, Kreativität und damit auch die Möglichkeit zu Revolution und Gewalt nimmt.
Sowohl in den Romanen (erstes Buch, zweites Kapitel) als auch in der BBC-Serie (zweite Staffel, erste Folge) findet sich neben der Ansicht, dass die Dreibeiner außerirdische Invasoren sind, die Theorie, die Dreibeiner könnten sich aus einer vom Menschen geschaffenen künstlichen Intelligenz entwickelt haben. Diese Intelligenz sei irgendwann mit dem „unlogischen Verhalten und der Gewalttätigkeit ihrer menschlichen Schöpfer“ unzufrieden gewesen und habe daher die Kontrolle über die Menschen übernommen. Erst in der zweiten Staffel der BBC-Serie und im zweiten Buch stellt sich durch das Zusammentreffen mit den dreibeinigen Herrschern heraus, dass diese Theorie falsch ist. Der nachgereichte vierte Band When the Tripods came beschreibt dann auch explizit die Landung der Außerirdischen.
Die Geschichte handelt von dem englischen Jungen Will Parker und seinem Vetter Henry, die sich der Dreibeiner-Weihe durch die Kappe entziehen möchten und eines Morgens heimlich ihre Sachen packen und ihr Heimatdorf verlassen. Ihr Ziel sind die weißen Berge im Süden (gemeint sind die Alpen), die für die Dreibeiner aufgrund der geografischen Verhältnisse schlecht zu kontrollieren sind. Dort sollen Gerüchten zufolge noch „freie Menschen“ leben. Kaum und knapp über den Ärmelkanal gekommen lernen sie den jungen Franzosen Beanpole (eigentlich Jean-Paul) kennen, der ebenfalls noch nicht geweiht wurde. Als kleiner Erfinder und neugieriger Entdecker will der junge Franzose nichts von der Kappe wissen – außer wie man sie zur technischen Analyse demontieren kann. Beanpole schließt sich den beiden jungen Briten an und stellt sich auf der Reise durch Frankreich nicht nur sprachlich als große Hilfe heraus. Im weiteren Verlauf erleben die drei Jungen viele spannende und gefährliche Situationen, denen sie oft nur knapp entkommen, bis sie über das zerstörte Paris und Südfrankreich mit jeder Menge dreibeiniger Maschinen im Genick erschöpft die Berge erreichen, um dort in Sichtweite zum lange ersehnten Ziel abermals in Gefangenschaft zu geraten.
Nach scharfen Verhören der – wie sich erst später herausstellt – freien Menschen, die eine Infiltration durch menschliche Spione der Dreibeiner um jeden Preis vermeiden wollen und sich als Organe der Dreibeiner ausgeben, werden die drei Reisenden letztendlich aufgenommen und erfahren von einem geplanten Gegenangriff auf die sehr gut geschützte Stadt der Dreibeiner. Dafür sollen trainierte freie Menschen über Sportspiele – bestückt mit implantierten aber funktionslosen Kappen – in die Stadt der Dreibeiner erwählt werden, Informationen über ihre Organisationen und Schwachstellen sammeln, und diese aus der Stadt zurück zum Widerstand bringen. Will wird auserwählt, der persönliche Diener eines dreibeinigen außerirdischen Meisters zu sein, was ihm Gelegenheit gibt, Informationen zu sammeln und tiefe Einblicke in das Leben der Invasoren zu genießen. Nach wiederum vielen Erlebnissen, die im knappen Ausgang und der gewohnten Spannung der vorhergehenden Reise in nichts nachstehen und unter anderem den Tod eines Meisters zur Folge haben, schafft Will es dann unter städtischen Alarmbedingungen durch den Hauptabwasserkanal aus der Stadt zu flüchten.
Gemeinsam mit Beanpole, der vor der Stadt auf ihn gewartet hat, macht Will sich auf den Weg zurück zu den weißen Bergen, um den Angriff auf die Stadt mit den anderen freien Menschen vorzubereiten. Unterwegs werden sie von einer Zirkustruppe aufgenommen, die sie bis zu ihrem Ziel begleitet und vor ihren Verfolgern verbirgt. Die Filmstaffel endet mit der Ankunft bei der Ansiedlung der freien Menschen, deren Gebäude aber zum Entsetzen von Beanpole und Will in Trümmern liegen.
Im unverfilmten dritten Buch der Serie beginnt nun der Kampf der Menschheit um den Planeten und den freien Willen.

## Fernsehserie
In den 1980er Jahren wurden die Bücher von der BBC als Fernsehserie adaptiert. In Deutschland wurde sie unter dem Titel Die dreibeinigen Herrscher ausgestrahlt. Die erste Staffel der Serie (Episode 1–13) entspricht in ihrem Umfang dem ersten Buch der Serie (The White Mountains, 1967, deutsch Dreibeinige Monster auf Erdkurs), sowie die zweite Staffel (Episode 14–25) dem zweiten Buch (The City of Gold and Lead, 1967, deutsch Das Geheimnis der dreibeinigen Monster). Das Projekt wurde vor der Realisierung der dritten Staffel abgebrochen. Die Serie hatte sich als zu kostspielig herausgestellt.
In Deutschland wurden die ersten zwölf Folgen der Serie erstmals ab dem 6. April 1986 vom ZDF ausgestrahlt. Im Jahr 1988 sendete das ZDF letztlich die gesamte Serie: die Folgen 1–19 vom 7. Januar bis 19. Mai und die Folgen 20–25 vom 30. August bis 4. Oktober. Offensichtlich infolge ungeklärter Ausstrahlungsrechte wurde die Serie seitdem, also nunmehr seit über drei Jahrzehnten, nicht mehr im Fernsehen gezeigt, wodurch sie einen gewissen Kultstatus erreichte. Die bisher letzte deutschsprachige Ausstrahlung der Serie fand 2016–2017 bei dem Internetsender Blizz statt.

### Staffel 1
| Folge (ges.) | Folge (St.) | Deutscher Titel                         | Originaltitel                                | Erstausstrahlung Deutschland | Erstausstrahlung Großbritannien |
| ------------ | ----------- | --------------------------------------- | -------------------------------------------- | ---------------------------- | ------------------------------- |
| 1            | 1           | Die Flucht beginnt                      | A Village in England – July, 2089 A.D.       | 6. April 1986                | 15. September 1984              |
| 2            | 2           | Gefahren und Misstrauen überall         | England – July, 2089 A.D.                    | 6. April 1986                | 22. September 1984              |
| 3            | 3           | Aus dem Gefängnis befreit               | The English Channel – July, 2089 A.D.        | 13. April 1986               | 29. September 1984              |
| 4            | 4           | In den Ruinen von Paris                 | France – July, 2089 A.D.                     | 13. April 1986               | 6. Oktober 1984                 |
| 5            | 5           | Gastfreundschaft mit bitterem Geschmack | Chateau Ricordeau, France – July 2089 A.D.   | 20. April 1986               | 13. Oktober 1984                |
| 6            | 6           | Wills große Versuchung                  | Chateau Ricordeau, France – July 2089 A.D.   | 20. April 1986               | 20. Oktober 1984                |
| 7            | 7           | Ein plötzlicher Abschied                | Chateau Ricordeau, France – August 2089 A.D. | 4. Mai 1986                  | 27. Oktober 1984                |
| 8            | 8           | Wieder mit den Freunden vereint         | Chateau Ricordeau, France – August 2089 A.D. | 4. Mai 1986                  | 3. November 1984                |
| 9            | 9           | Eine liebevolle Verlockung              | France – September, 2089 A.D.                | 11. Mai 1986                 | 10. November 1984               |
| 10           | 10          | Glück oder Freiheit                     | France – September, 2089 A.D.                | 11. Mai 1986                 | 17. November 1984               |
| 11           | 11          | Vor ein Tribunal gestellt               | France – October, 2089 A.D.                  | 18. Mai 1986                 | 24. November 1984               |
| 12           | 12          | Der Falle entkommen                     | France – October, 2089 A.D.                  | 18. Mai 1986                 | 1. Dezember 1984                |
| 13           | 13          | Eine harte Prüfung                      | The White Mountains – November, 2089 A.D.    | 31. März 1988                | 8. Dezember 1984                |

### Staffel 2
| Folge (ges.) | Folge (St.) | Deutscher Titel                          | Originaltitel                   | Erstausstrahlung Deutschland | Erstausstrahlung Großbritannien |
| ------------ | ----------- | ---------------------------------------- | ------------------------------- | ---------------------------- | ------------------------------- |
| 14           | 1           | Vorbereitung für die Höllenfahrt         | The White Mountains – 2090 A.D. | 7. April 1988                | 7. September 1985               |
| 15           | 2           | Den Rhein abwärts mit Volldampf          | Travel                          | 14. April 1988               | 14. September 1985              |
| 16           | 3           | Zwei reizende Helferinnen                | Will Is Arrested                | 21. April 1988               | 21. September 1985              |
| 17           | 4           | Der Eintrittspreis für die goldene Stadt | Help from Friends               | 28. April 1988               | 29. September 1985              |
| 18           | 5           | Sklaven und Meister                      | City of Gold                    | 5. Mai 1988                  | 5. Oktober 1985                 |
| 19           | 6           | Das Geheimnis der Margerite              | Will Is Made a Slave            | 19. Mai 1988                 | 12. Oktober 1985                |
| 20           | 7           | Ein heimlicher Verbündeter               | Hunt for Eloise                 | 30. August 1988              | 19. Oktober 1985                |
| 21           | 8           | Eine Begegnung der dritten Art           | The City of Gold                | 6. September 1988            | 26. Oktober 1985                |
| 22           | 9           | Eine Krise spitzt sich zu                | Blessings of the Cognosc        | 13. September 1988           | 2. November 1985                |
| 23           | 10          | Alarm in der goldenen Stadt              | The Cognosc Departs             | 20. September 1988           | 9. November 1985                |
| 24           | 11          | Schutz hinter Clownsmasken               | Escape from the City of Gold    | 27. September 1988           | 16. November 1985               |
| 25           | 12          | Die letzte Etappe                        | The Forest of Death             | 4. Oktober 1988              | 23. November 1985               |

## Buchvorlage
Vorlage für die Serie war eine Romantrilogie von John Christopher, bestehend aus den Einzeltiteln The White Mountains (1967), The City of Gold and Lead (1967) und The Pool of Fire (1968). Die Bände handeln von einer außerirdischen Rasse, welche die Herrschaft über die Erde übernommen und die Menschheit in eine präindustrielle Epoche zurückgeworfen hat. 20 Jahre nach dem Erscheinen des dritten Bandes und wenige Jahre nach dem Abdreh der Serie veröffentlichte Christopher 1988 einen vierten Band, When The Tripods Came, der zeitlich vor der Trilogie spielt und die Eroberung der Erde und die Versklavung der Menschheit schildert, über die es in den anderen Bänden nur Andeutungen gibt. Das Buch wurde nach den Dreharbeiten zur Fernsehserie geschrieben – angeblich, weil der Science-Fiction-Autor Brian Aldiss die Frage gestellt hatte, wie es denn den Meistern möglich gewesen sein sollte, die Technologie des 20. Jahrhunderts zu überwinden. Dieses Buch erschien zunächst nicht auf Deutsch. Eine inoffizielle Fan-Übersetzung mit dem Titel Als die dreibeinigen Herrscher kamen war im Internet (auf Websites und in Filesharing-Netzwerken) in Umlauf. Im Juli 2006 erschien schließlich eine offizielle deutsche Übersetzung.
Unter dem Titel The Tripods gibt es im englischsprachigen Raum ebenso eine große Anzahl an Comic-Büchern.
Romane
Prequel: 
- When the Tripods Came  (1988)
  - Deutsch: Die Ankunft der dreibeinigen Monster. Übersetzt von Sabine Rahn. Arena, 2006, ISBN 3-401-05874-6.

Band 1:
- The White Mountains (1967)
  - Deutsch: Dreibeinige Monster auf Erdkurs. Übersetzt von Wolfgang Schaller. Arena, 1971, ISBN 3-401-03599-1. Auch als: Tripods 1 – Dreibeinige Monster auf Erdkurs. Bearbeitet und aktualisiert von Sabine Rahn. Übersetzt von Wolfgang Schaller. Arena, Würzburg 2006, ISBN 3-401-05996-3.

Band 2:
- The City of Gold and Lead (1967)
  - Deutsch: Das Geheimnis der dreibeinigen Monster. Übersetzt von Wolfgang Schaller. Arena, 1972, ISBN 3-401-03618-1. Auch als: Tripods 2 – Das Geheimnis der dreibeinigen Monster. Bearbeitet und aktualisiert von Sabine Rahn. Übersetzt von Wolfgang Schaller. Arena, Würzburg 2006, ISBN 3-401-05873-8.

Band 3:
- The Pool of Fire (1968)
  - Deutsch: Der Untergang der dreibeinigen Monster. Übersetzt von Wolfgang Schaller. Arena, 1972, ISBN 3-401-03631-9. Auch als: Tripods 3 – Der Untergang der dreibeinigen Monster. Bearbeitet und aktualisiert von Sabine Rahn. Übersetzt von Wolfgang Schaller. Arena, Würzburg 2006, ISBN 3-401-05998-X.

Trilogie-Sammelbände:
- The White Mountains / the City of Gold and Lead / the Pool of Fire (1968)
  - Deutsch: Die dreibeinigen Monster. Übersetzt von Wolfgang Schaller. Arena-Taschenbuch #1550, 1986, ISBN 3-401-01550-8.
- The Tripods Trilogy (Sammelausgabe von 1–3; 1980)
  - Deutsch: Die dreibeinigen Monster. Übersetzt von Wolfgang Schaller. Arena, 1983, ISBN 3-401-04015-4 (Sammelausgabe von 1–3).

Trilogie-Sammelband inkl. Prequel:
- The Tripods Boxed Set of 4: When the Tripods Came/ the White Mountains/ the City of Gold and Lead/ the Pool of Fire (Sammelausgabe von 0–3; 1999; auch: The Tripods Collection, 2014; mit Timo Würz (Ill.))
  - Deutsch: Tripods: Die dreibeinigen Herrscher. Mit Illustrationen von Timo Wuerz. Bearbeitet und aktualisiert von Sabine Rahn. Übersetzt von Wolfgang Schaller und Sabine Rahn. Cross Cult, 2016, ISBN 978-3-86425-841-1.

## DVD-Veröffentlichung
Die erste Staffel erschien im Jahr 2001 als englischsprachige Originalversion im Handel.
Am 23. März 2009 wurde in einem Box-Set die komplette englischsprachige erste und zweite Staffel erstmals veröffentlicht. Diese besitzt laut Hersteller viel bisher unveröffentlichtes Bonusmaterial.
Die Koch Media GmbH hat die Rechte für eine DVD-Veröffentlichung in Deutschland erworben. Der Veröffentlichungstermin der ersten Staffel war der 23. Oktober 2009. Die zweite Staffel wurde am 28. Mai 2010 veröffentlicht.
Am 25. März 2011 erschien die DVD-Box Die Dreibeinigen Herrscher – Die komplette Saga. Sie beinhaltet die erste und zweite Staffel in deutscher Fassung auf sechs DVDs und den dritten Teil als Hörbuch auf vier CDs.
2016 erschien eine weitere DVD-Box der Koch Media GmbH Die Dreibeinigen Herrscher – Die komplette Serie. Sie beinhaltet die erste und zweite Staffel in deutscher Fassung (ca. 623 Minuten) auf sechs DVDs und zusätzliches Bonusmaterial (ca. 124 Minuten) wie einen Blick hinter die Kulissen, Proben der Darsteller, Tests für die Spezialeffekte, Interviews und Audiokommentare. Das Hörbuch für den dritten Teil ist hier nicht vorhanden.

## Hörbuch
Im Juni 2006 erschienen die ersten beiden Bände Tripods I – Dreibeinige Monster auf Erdkurs ISBN 3-491-24132-4 und Tripods II – Das Geheimnis der dreibeinigen Monster ISBN 3-491-24133-2 in einer gekürzten Hörbuchfassung. Teil III folgte im Frühjahr 2007. Das Buch 0 erschien im Juni 2012 im Handel. Gesprochen werden die Hörbücher von Torsten Michaelis. Als Bonus findet sich auf den Hörbüchern die Original-BBC-Filmmusik von Ken Freemann.